# ナーイフ・ビン・アブドゥルアズィーズ
ナーイフ・ビン・アブドゥルアズィーズ・アール＝サウード（アラビア語: نايف بن عبد العزيز آل سعود, ラテン文字転写: Nayef bin Abdulaziz Al Saud、1934年 - 2012年6月16日）は、サウジアラビアの政治家。元皇太子兼副首相兼内務大臣。

## 来歴

### 政治家として
1934年にサウジアラビア西部のターイフに生まれる。
1952年にリヤド州副知事に就任し、政治家としてのキャリアを歩み始める。翌1953年から1954年までリヤド州知事を務め、その後はマディーナ州知事を務めた。
1970年に内務副大臣に就任。1975年3月、ファイサル国王暗殺によりハーリド皇太子が国王に即位。これに伴い内務大臣だったファハドが皇太子兼第一副首相に昇格したため、ナーイフは後任の内務大臣に就任した。
2009年3月27日、病弱なスルターン皇太子の補佐役として内務大臣と兼任する形で第二副首相に就任した。第二副首相就任後、ナーイフはアブドゥッラー国王やスルターンが欠席した際には評議会議長を代行するようになり、政治的影響力を増していった。
2011年10月27日、スルターンの死去に伴い、内務大臣と兼任して皇太子兼第一副首相に就任した。

### 死去
ナーイフは白血病・骨粗鬆症・糖尿病などの病気を患っていたとされ、2012年3月に「休暇」の名目でモロッコに向かい治療を受け、アルジェリアに滞在した後、4月に帰国した。5月26日、治療のためスイス・ジュネーブに向かい、療養中の6月16日に死去した。
ナーイフの死後、アブドゥッラーはカスィーム地方空港を「ナーイフ・ビン・アブドゥルアズィーズ空港」と改名した。

## 人物

### 血縁関係
父は初代サウジアラビア国王アブドゥルアズィーズ・イブン・サウードで、ナーイフは第2代国王サウードから第7代国王サルマーンまでの歴代国王と兄弟の関係にある。ナーイフと第5代国王ファハド、元皇太子スルターン、第7代国王サルマーンは、初代国王と国王が最も寵愛したスデイリー家出身のハッサ妃との間に生まれた7人の男子を指す「スデイリー・セブン」と呼ばれる同母兄弟である。
生前に10人の子供をもうけ、次男のムハンマド・ビン・ナーイフは内務省で長年にわたってナーイフを補佐、ナーイフの死後に副皇太子兼第二副首相兼内務大臣に就任している。

### 政治姿勢
ナーイフは、保守的なサウード家の中では現実的な人物として評価されており、2001年11月には、それまで夫や父親の名前でしか登録出来なかった女性用IDカードを女性の名前で登録出来るように法律を改正した。また、皇太子就任後には公共施設での男女混浴を禁止する法律の撤廃を指示するなど、サウジアラビアの近代化に努めた。
一方で、2003年には、今後2013年までの間に外国人労働者とその家族の人口がサウジアラビア全体の20%を越えてはならないと命じた他、2009年には「女性に選挙権を付与する必要はない」と発言するなど、保守的な主張・政策も実施している。

### アルカーイダへの対応
2002年、「9・11テロはシオニストによる陰謀」と主張してアルカーイダの掃討に消極的な姿勢を示したため、アメリカから非難を受けた。これに対し、2003年7月にアメリカのチャールズ・シューマー下院議員がバンダル・ビン・スルターンに対し、ナーイフを内務大臣から解任させるように圧力をかけている。
ナーイフはその後、2003年から2006年にかけて、アルカーイダ撲滅のための掃討活動を指揮した。